# Tod and MacGregor

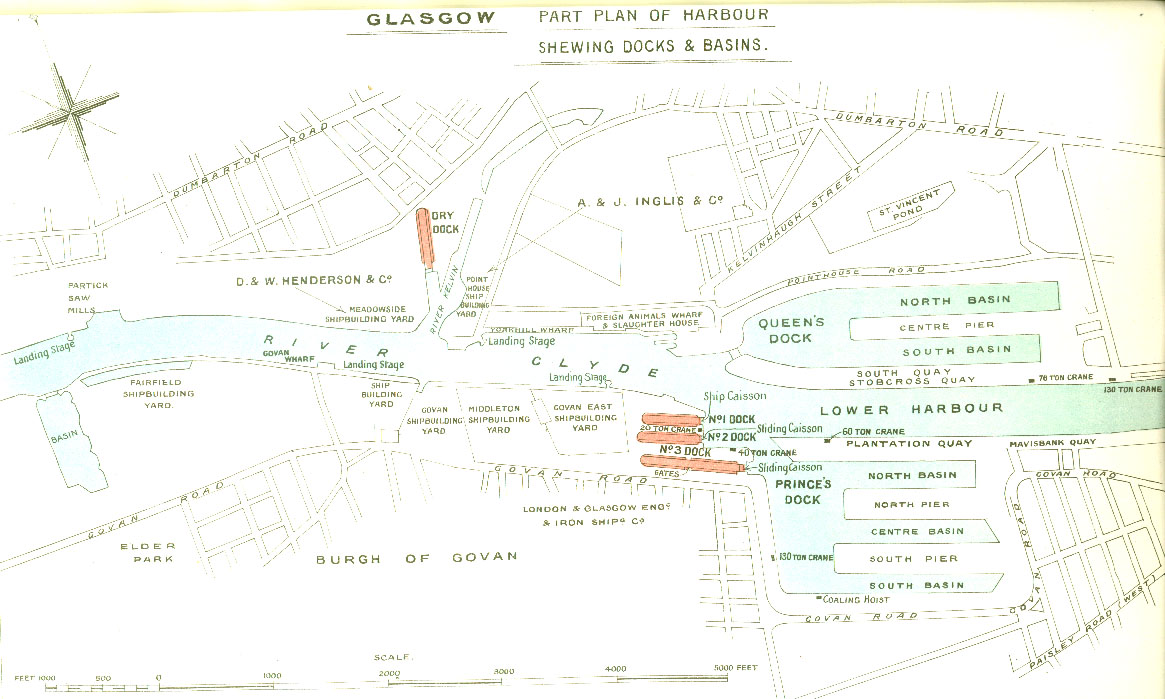
Hafenplan von Glasgow, der Tod & MacGregor schon als D. & W. Henderson zeigt

Das Schiffbauunternehmen Tod & MacGregor in Partick, Schottland, bestand von 1834 bis 1936. Das Unternehmen gilt als Pionier des Eisenschiffbaus am Clyde „The fathers of iron shipbuilding on the Clyde“.

## Geschichte

### Die Gründer
David Tod kam am 17. Mai 1795 in Colen, Perthshire als fünftes Kind des Landarbeiters Thomas Tod und Elspet Gray zur Welt. Mit etwa 13 Jahren begann David eine Lehre als Maschinenschlosser. Am 6. Juli 1823 heiratete David Tod in Barony Church, Glasgow, Jane Walker, mit der er acht Kinder hatte, von denen drei Jungen die Volljährigkeit erreichten.
John Macgregor wurde am 24. August 1802 in Fintry, Stirlingshire, als viertes Kind des Uhrmachers James McGregor und Anne McNicol getauft. In Glasgow begann John eine Ausbildung zum Ingenieur. Er heiratete um 1830 Margaret Fleming, mit der er sieben Nachkommen hatte, von denen zwei Jungen und drei Mädchen überlebten.

### Ausbildung bei Napier
David Tod und John MacGregor waren beide vor der Gründung ihren eigenen Werft beim Werft und Schiffsmaschinenbauunternehmen Robert Napier & Sons beschäftigt. David arbeitete von 1818 bis 1821 als Maschineningenieur an Bord des bei der Werft William Denny and Brothers gebauten Raddampfers Rob Roy, der durch eine bei Napier erstellte Dampfmaschine angetrieben wurde. Bis 1830 war er zur Führungsmannschaft bei Napier in Lancefield aufgestiegen. John Macgregor, der seine Ingenieursausbildung bei David Napier in Camlachie absolviert hatte, wechselte 1821 zur Lancefield Foundry, wo er als Bordingenieur auf dem von Napiermaschinen angetriebenen Dampfschiffen Belfast und Clyde diente.
Als David Napier Mitte der 1830er Jahre seine schottischen Firmenbeteiligungen abstieß, um ein neues Unternehmen in London zu gründen, bot er Tod und MacGregor, deren Fähigkeiten er sehr schätzte, die Lancefield Foundry zum Kauf an, diese lehnten jedoch ab.

### Gründung von Tod and Macgregor
Nach David Napiers Wegzug nach London gründeten die beiden Schiffbauingenieure Tod und MacGregor 1833/34 in Broomielaw Quay, Glasgow ihr eigenes Unternehmen, Tod & MacGregor. Kurz darauf, im Januar 1834, erteilte die Werft Robert Barclay aus Stobcross den Auftrag, die Dampfmaschine für den Neubau Benledi zu erstellen. Danach arbeiteten sie am Aufbau der neuartigen Napier Turmdampfmaschine für die Rob Roy.

### Clyde Foundry
Nach weniger als einem Jahr nahmen die Firmengründer eine Anleihe von 4000 Pfund auf und zogen im Dezember 1834 auf ein gut 3600 Quadratmeter großes Gelände der Warroch Street in Anderston, dass sie Clyde Foundry nannten. Das Unternehmen baute am neuen Platz zunächst nur ein einzelnes Schiff, den eisernen Flussdampfer Plata. Das kleine Fahrzeug wurde nach der Fertigstellung am 16. Juli 1835 komplett mit dem Dampfkran ins Wasser gesetzt und brach danach sofort zu seiner Jungfernfahrt auf. Ansonsten arbeiteten Tod & MacGregor dort aber weiterhin im Schiffsmaschinenbau. So wurde die bei Barclay gebaute Northern Yacht in nur sechs Tagen mit einem Schiffsantrieb versehen.
Ab Anfang 1836 baute Tod and Macgregor auch Schiffsrümpfe, die über Land transportiert werden mussten. Mitte Mai waren bereits drei Schiffe zu Wasser gelassen worden und ein viertes fast vollendet, darunter der Raddampfer Vale of Leven, das erste am Clyde gebaute eiserne Schiff. Nur die eiserne Fairy Queen von Neilsons Oakbank Foundry in Cowcaddens könnte noch früher gebaut worden sein. Bis Juli 1836 bauten Tod and Macgregor die Clyde Foundry um ein Stück Land von Stobcross aus, von dem aus sie ihre Schiffe direkt zu Wasser lassen konnten. Geldgeber dieser Ausbauten war der Kaufmann und spätere Schiffseigner James Anderson Junior, aus Highholm in Port Glasgow.
1837 ließ man in Clyde Foundry den eisernen Dampfer Rothesay Castle zu Wasser, der für seine schnellen Überfahrten auf dem Clyde bekannt wurde. In dieser Zeit begann die Werft, Schiffe und Maschinen für die Glasgower Reederei Stranraer Steam Packet Company zu bauen. Ein anderer Kunde war die Reederei Glasgow & Liverpool Royal Steam Packet Company, die die Eisendampfer Royal Sovereign und Royal George erhielt. Tod and Macgregor unterteilte seine Schiffe schon in dieser Zeit in mehrere wasserdichte Abteilungen.

### Mavisbank Quay
Im Sommer 1839 nahmen die beiden Partner 2500 Pfund beim Chirurgieprofessor John Burns auf, mit dem das Unternehmen das Clyde Foundry diagonal am Fluss gegenüberliegende Country House Greenlaw in Mavisbank erwarb. Auf dem Gelände wurden allgemeine und Maschinenbauwerkstätten zur Schiffsausrüstung angelegt, da der Platz am belebten Steam Boat Quay des Nordufers knapp wurde.
Die Reederei P&O orderte bei der Clyde Foundry den eisernen Raddampfer Pacha und ließ bald weitere Aufträge folgen. Nach dem Stapellauf der beiden Schwesterschiffe Her Majesty und Royal Consort wurde im August 1844 bei einem Dinner im Lokal Black Bull zwischen den Bestellern ausgelost, wer die Schiffe abnehmen durfte, da die vorher gemachten Verträge keine klare Zuordnung enthielten. Unter der Leitung von John Macgregor losten die englischen Besteller die Her Majesty und die schottischen Auftraggeber die Royal Consort.
Der 1845 für rund 24.000 Pfund gebaute Raddampfer Sea King zeigte auf seiner Probefahrt eine außergewöhnlich gute Geschwindigkeit, ging aber nach kurzem Einsatz zwischen Belfast und Liverpool im Sommer 1847 nach einer Grundberührung durch Kentern verloren.
1846 erhielt die City of Dublin Steam Packet Company die Dampffähre Prince of Wales für den Einsatz zwischen Liverpool und Wales sowie die P&O ihre zweite Order, das größte bisher am Clyde gebaute Eisenschiff, den Dampfer Sultan.

### Umzug nach Meadowside
Robert Napiers Lancefield-Werft- und Hafenausbau, gegenüber von Mavisbank im Jahr 1843 gab den Anstoß zu Tod and Macgregor’s Entscheidung, den Standort am Glasgower Binnenhafen zu verlassen und nach Meadowside in Partick, einem kleinen Ort im Parish Govan zu ziehen. Im April 1846 wurde Professor Burns sein Darlehen zurückerstattet und am 23. November fand mit der Countess of Galloway auf Tod and Macgregors Mavisbank-Werft der fünfundvierzigste und letzte Stapellauf statt. Das Werftgelände ging danach in den Besitz von General Terminus and Glasgow Harbour Railway Company über.
An der Mündung des kleinen Flusses Kelvin in den Clyd bauten Tod und MacGregor ihre neue Werft. In den Jahren 1846 und 1848 erhielt P&O Neubauten der Werft. Zu dieser Zeit vergab auch der junge William Inman, noch als Partner der Richardson Brothers in Liverpool seinen ersten Bauauftrag an Tod and Macgregor. Seine Yacht Vesta läutete eine lange Reihe von alleine 15 Transatlantik-Linienschiffsneubauten von der Meadowside-Werft ein.

### DieCity of Glasgow
Tod and Macgregor trug mit einigen Schiffen erheblich zur Entwicklung von Transatlantik-Passagierschiffen bei. In Liverpool hielt man transatlantische Liniendienste 1838 zwar für möglich, hatte aber Bedenken, diese könnten sich nicht tragen. Man diskutierte die Gründung einer Aktiengesellschaft um die geschätzten 50.000 Pfund für den Aufbau eines New York-Dienstes aufzubringen, kam aber nicht voran. Tod and Macgregor entschieden, einen geeigneten eisernen Schraubendampfer auf eigene Rechnung zu bauen.
Im Februar 1850 ließ man die City of Glasgow vom Stapel. Der Dampfer mit fünf wasserdichten Abteilungen war knapp 70 Meter lang, besaß eine Tragfähigkeit von rund 1200 Tonnen und war mit 1609 Tonnen vermessen. Er bot 52 Passagierplätze erster Klasse, 85 zweiter Klasse und 400 Zwischendecksplätze. Den Antrieb besorgte eine Zweizylinder Balanciermaschine mit 350 PS. Nach erfolgreichen Probefahrten bis Ende März schickte man das Schiff am 16. April 1850 auf die Jungfernreise.
Nach drei erfolgreichen Rundreisen wurde die City of Glasgow an die Reederei Richardson Brothers verkauft, die William Inman den Betrieb des Schiffes im Liverpool-Philadelphia-Dienst übertrugen. Die City of Glasgow war nicht das erste Dampfschiff auf dem Atlantik, zeigte aber wie ein finanziell erfolgreiches Schiff auszusehen hatte. Der Erfolg des Schiffs machte 1852 die Ablösung des 8000 Pfund Darlehens auf die Clyde Foundry möglich. Bis auf die von Caird & Co. in Greenock gebauten City of Berlin und City of Chester kamen alle folgenden Schiffe der Inman Line in dieser Zeit von Tod & MacGregor.
Nach dem Verkauf der City of Glasgow verlor die Clyde-Region im Herbst 1850 auch die Transatlantik-Direktverbindung an Liverpool. Wieder bauten Tod and Macgregor ein Schiff auf eigene Rechnung, die Glasgow, welche weniger als ein Jahr nach dem Verkauf der City of Glasgow ihre Jungfernreise nach New York antrat. Die Glasgow war größer als ihre Vorgängerin und konnte 860 Passagiere transportieren. Nach vier Jahren Dienstzeit charterte die französische Regierung das Schiff als Truppentransporter für den Krimkrieg. Auch das nächste Transatlantikschiff, die New York, wurde sofort nach Fertigstellung von den Franzosen in Dienst gestellt. Die darauf folgende Edinburgh machte Ende 1855 ihre Jungfernfahrt im regulären Einsatz. 1859 wurden die Glasgow und die Edinburgh von Inman erworben und wieder von Liverpool eingesetzt. Die New York war in der Zwischenzeit verlorengegangen.

### Ausbau und Trockendock
1853 ließen Tod & MacGregor große Bauhallen über den Werfthellingen errichten. Diese im Volksmund „Meadowside Ship Palaces“ genannten Hallen waren 105 und 85 Meter lang, jeweils 20 Meter hoch und 20 Meter breit und mit einem Dach aus verstärktem Glas versehen. Sie verfügten im Inneren über Portalkräne und Gasbeleuchtung, um aus nachts arbeiten zu können. Im Februar 1856 brachte ein heftiger Sturm über Westschottland die 1853 errichteten Hallen zum Einsturz, was einen Schaden von 15.000 bis 20.000 Pfund darstellte. Trotz dieses Rückschlags beim Werftausbau brachten die Partner 1856 den Ausbau der Meadowside-Werft und den Neubau eines Trockendocks auf den Weg. Im Jahr 1856 übernahm Tod & MacGregor die benachbarte Werft von T. B. Seath & Company.
Im Juni 1856 begannen die Arbeiten und 18 Monate darauf, am 28. Januar 1858, wurde das neue Dock, das in den Kelvin mündete, eingeweiht. Das Dock, dessen Kosten seinerzeit mit rund 100.000 Pfund veranschlagt wurden, verfügte über zwei 17-Tonnen-Auslegerkränen und einem 60-Tonnen-Dampfkran. Die Dockpumpen waren leistungsfähig genug, um das komplette Dock in nur zwei Stunden zu leeren. Bei der Einweihungsrede des Docks nannte Tod die Verteilung der Aufgaben innerhalb der Partnerschaft: „were perfectly aware of the relative positions of Tod and Macgregor. Mr. Macgregor takes the shipping department and I take the engineering department.“
Die Bauliste der Werft in Meadowside umfasste weiterhin eine breite Spannweite. Gebaut wurden Clyde-Dampfer, Schiffe für Stranraer and Liverpool, ein neuartiger Doppelrumpfschlepper für den Glasgower Entwickler George Mills und zwei Schiffe für die Rothesay-Fahrt, eines für eigene Rechnung, eines für Peter Macgregor.

### Die letzten Jahre
Die fünfundzwanzigjährige Partnerschaft von Tod und MacGregor endete im Herbst 1858, als John Macgregor verstarb. David Tod übernahm dessen Firmenanteil, starb aber am 24. Januar 1859 ebenfalls. Seine beiden 25 und 18-jährigen Söhne William und David II führten den Betrieb fort und gewannen während der Fertigstellung bestehender Bauorders erste eigene Bauaufträge der Reederei Handyside and Henderson. Deren erstem Schiff aus Meadowside, der United States, folgten in den nächsten drei Jahren drei weitere Bauaufträge für Handyside and Henderson.
1861 erhielt der Afrikaforscher David Livingstone seinen Doppelschraubendampfer Lady Nyassa. Das Schiff wurde in Teilen nach Afrika verschifft, wo es aufgrund seiner Größe nie seinen Einsatzort erreichte. Ein Modell des Schiffes ist in der Kirche von Rhu in Dunbartonshire ausgestellt. In den folgenden fünf Jahren führte man Neubauten für Stranraer, Liverpool und Belfast, sowie größere Schiffsbauten für Inman and Henderson aus. Mitte der 1860er Jahre baute man am Nordende des Geländes noch eine Dockaufschleppe, die in den Kelvin führte und weitete das Gelände nach Westen aus. Ab 1867 fehlten neue Aufträge und die einzige Ablieferung des Jahres war eine große Barge. Zudem starb im März des Jahres der nur 34-jährige William, woraufhin David Tod den Betrieb alleine weiterführte. Auch 1868 konnte nur ein Auftrag für William Inman abgeliefert werden, der jedoch drei Folgeaufträge für die nächsten drei Jahre platzierte.
Anfang 1872 wandelte man das Unternehmen in eine Limited-Gesellschaft um, deren neue Direktoren ein Drittel der Anteile übernahmen. Das Vorhaben, ein zweites Trockendock zu bauen, konnte nicht umgesetzt werden. Später im selben Jahr erwarben die Schiffseigner Handyside and Henderson zusammen mit deren Brüdern David and William Henderson die Meadowside-Werft und die Clyde Foundry und benannten sie in D. & W. Henderson & Company um. Bis 1873 bauten Tod & MacGregor 154 Schiffe, ein weiteres entstand 1873 bei David & William Henderson Ltd.
David Tod II zog nach Eastwood Park im Süden Glasgows, wo er sein weiteres Leben verbrachte. Er wurde später Direktor mehrerer Eisenbahngesellschaften und wurde mit seiner Yacht Melita zum leidenschaftlichen Segler. Als er am 30. Januar 1910 in London starb, waren noch acht Schiffe der Werft Tod and Macgregor in Fahrt.
Nach der 1900 erfolgten Umwandlung in eine Limited-Gesellschaft David & William Henderson & Co Ltd. veräußerte man die Werft 1919 an Harland & Wolff, Belfast. 1935 ging die Werft in freiwillige Liquidation und wurde daraufhin ab 1936 als D & W Henderson Ltd im Schiffreparaturgeschäft eingesetzt und 1962 von Harland & Wolff Ltd. geschlossen.